# كوفرت (نيويورك)
كوفرت (بالإنجليزية: Covert, New York)‏ هي بلدة أمريكية تقع في الولايات المتحدة في مقاطعة سينيكا، نيويورك. يقدر عدد سكانها بـ 2,227 نسمة ومساحتها 97.5 كم2 وترتفع عن سطح البحر 279 متر.